# Gömbözés

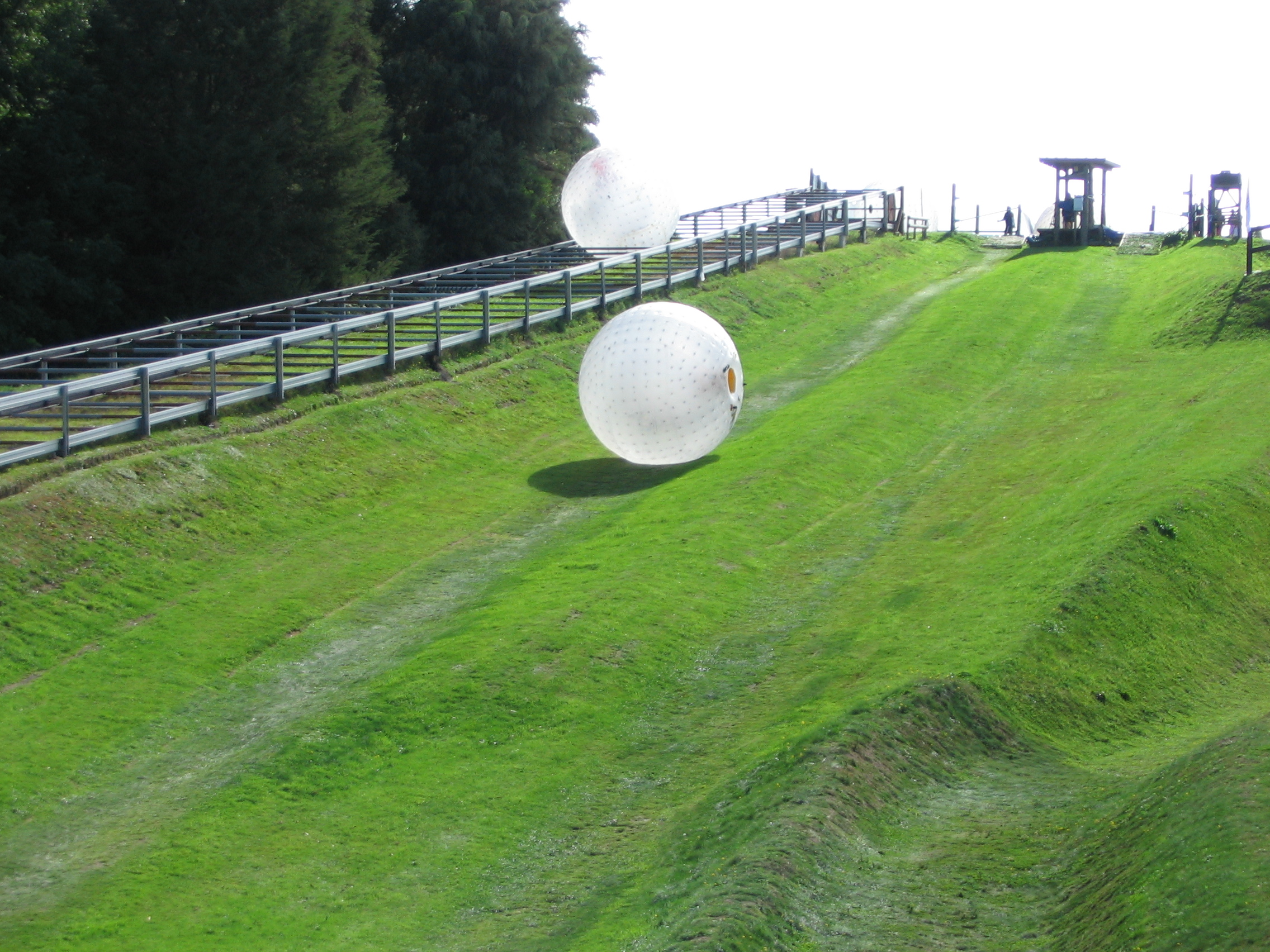
Gömbözők Új-Zélandon

A gömbözés (angol nyelven: Globeriding, globe-riding, orbing, sphereing, sphering, zorbing) egy szabadidős- és sporttevékenység, amelynek keretében egy levegővel felfújt, kétrétegű műanyag gömb belsejében az utas hevederekkel rögzítve legurul egy természetes, vagy mesterséges lejtőn, vagy sík terepen gördül a gömb belsejében, esetleg víz kíséretében a belső gömb nedves felületén ide-oda csúszkálva gurul. Mivel a gömbben több köbméternyi levegő van, a víz felszínén is lehet vele lebegni.

## Az eszköz
A gömbözés céljára használt gömb átlátszó, vagy színes műanyag fóliából készül, amelynek vastagsága 0,6 – 2 mm. A nagy külső gömb (átmérője: 2,5-4 méter) belsejében található egy kisebb gömb, amely több száz kötéllel csatlakozik a külső gömbhöz. A gömb belsejébe egy alagúton lehet bemászni. A gömböt levegővel fújják fel. Ilyenkor a külső gömb folyamatosan tágul és a kötelek kimerevítik a belső gömböt is.

## Történet
1975-ben, Franciaországban, Gilles Ebersolt álmodta meg az első kétrétegű plasztik gömböt, amely emberek gurítására alkalmas. Találmányát „Ballule” névre keresztelte el és 1980 októberében be is jelentette a Francia Szabadalmi Hivatalban. A Ballule gurult a Fudzsi-hegyről Japánban (utas nélkül) és szerepelt Jackie Chan „Istenek Fegyverzete 2 - A Kondor Akció” című filmjében is.
Az 1990-es évek közepén a német Jochen Schweizer gondolta újra Gilles Ebersolt „Ballule” gömbjét és „Ultraball” néven használt kétrétegű gömböket.
1995-ben egy kétrétegű, átlátszó emberi mókuskereket mutatott be Új-Zélandon Andrew és David Akers, valamint Dwane van der Sluis. Gömbjüket „ZORB”-nak nevezték el. A belső gömböt hevederekkel látták el, amelybe így be is tudták szíjazni az utast. Az első pálya az új-zélandi Rotoruán nyílt meg.
1998-ban Nagy Britanniában a „Spheremania” a „Ballule”-lel és a „ZORB”-bal szinte azonos gömbbel jelentkezett. A „Spheremania” olyan hevederes gömböt is kínál, amelynek belseje teljesen sötét (Eclipse Sphere).
Magyarországon a gömbök közül a „ZORB” jelent meg először 2000-ben. 2001-ben, Pannonhalmán nyílt pálya. A 220 méteres, töltésekkel határolt lejtős gyepszőnyegen hevederes és vizes gömbök gurultak felváltva.